# Supermarine Stranraer
Supermarine Stranraer là một loại tàu bay của Anh trong thập niên 1930, do hãng Supermarine Aviation Works thiết kế chế tạo. Nó đánh dấu cho sự kết thúc của các tàu bay hai tầng cánh cho Không quân Hoàng gia.

## Quốc gia sử dụng

### Quân sự
Canada
- Không quân Hoàng gia Canada

 Anh Quốc
- Không quân Hoàng gia

### Dân sự
Hoa Kỳ
- Aero Transport Ltd.

 Canada
- Pacific Western Airlines
- Queen Charlotte Airlines

## Tính năng kỹ chiến thuật (Stranraer)
Dữ liệu lấy từ "Database: Supermarine Stranraer." 
Đặc điểm tổng quát
- Kíp lái: 6-7
- Chiều dài: 54 ft 9 in (16,7 m)
- Sải cánh: 85 ft 0 in (25,9 m)
- Chiều cao: 21 ft 9 in (6,6 m)
- Diện tích cánh: 1.457 ft² (135,4 m²)
- Trọng lượng rỗng: 11.250 lb (5.100 kg)
- Trọng lượng có tải: 19.000 lb (8.620 kg)
- Động cơ: 2 × Bristol Pegasus X, 920 hp (685 kW)  mỗi chiếc

 Hiệu suất bay 
- Vận tốc cực đại: 165 mph (265 km/h) trên độ cao 6.000 ft (1.830 m)
- Tầm bay: 1.000 dặm (1.610 km)
- Trần bay: 18.500 ft (5.640 m)
- Vận tốc lên cao: 1.350 ft/phút (6,8 m/s)
- Tải trên cánh: 13 lb/ft² (63,7 kg/m²)
- Công suất/trọng lượng: 0,097 hp/lb (159 W/kg)

Trang bị vũ khí

- Súng: 3 × súng máy Lewis 0.303 in (7,7 mm)
- Bom: 1.000 lb (454 kg) bom hoặc bom chống tàu ngầm